# Centrarthra modesta
Centrarthra modesta là một loài bướm đêm trong họ Noctuidae.